# Ферро-ферри-холмквистит
Ферро-ферри-холмквистит — минерал класса силикатов, относящийся к группе корневых названий холмквистит.

## Характеристики
Ферро-ферри-холмквистит представляет собой силикат с химической формулой ◻{Li₂}{Fe 2+ ₃Fe 3+ ₂}(Si₈O 22)(OH)₂. Он был одобрен Международной минералогической ассоциацией в 2022 году и все ещё ожидает публикации. Кристаллизуется в орторомбической системе .

## Формирование и месторождения
В течение многих лет это был гипотетический вид, так как он никогда не встречался в природе, пока, наконец, не был обнаружен на острове Иваги, в округе Оти (префектура Эхимэ, Япония), это единственное на всей планете, где этот вид минерала был описан.